# التونسي (صحيفة)
التونسي هي صحيفة تونسية يصدرها حزب الخضر للتقدم، وعنوانها يذكر بصحيفة لو تونزيان التي أصدرتها جماعة الشباب التونسي في 1907. صدر العدد الأول من هذه الصحيفة يوم 25 ديسمبر 2008 على أنها أسبوعية سياسية إخبارية جامعة. وهي تحتوي على قسم فرنسي يمتد على حوالي ثلث صفحاتها. يتولى مهمة مديرها المسؤول ومدير تحريرها رئيس الحزب منجي الخماسي وترأس تحريرها فاتن الشرقاوي ويتولى مساعدتها الشاذلي بن رحومة. تطبع هذه الصحيفة بمطبعة الستاع (STAG).

## وصلة خارجية
صحيفة التونسي على الانترنت[وصلة مكسورة]